# Pascual Iriarte

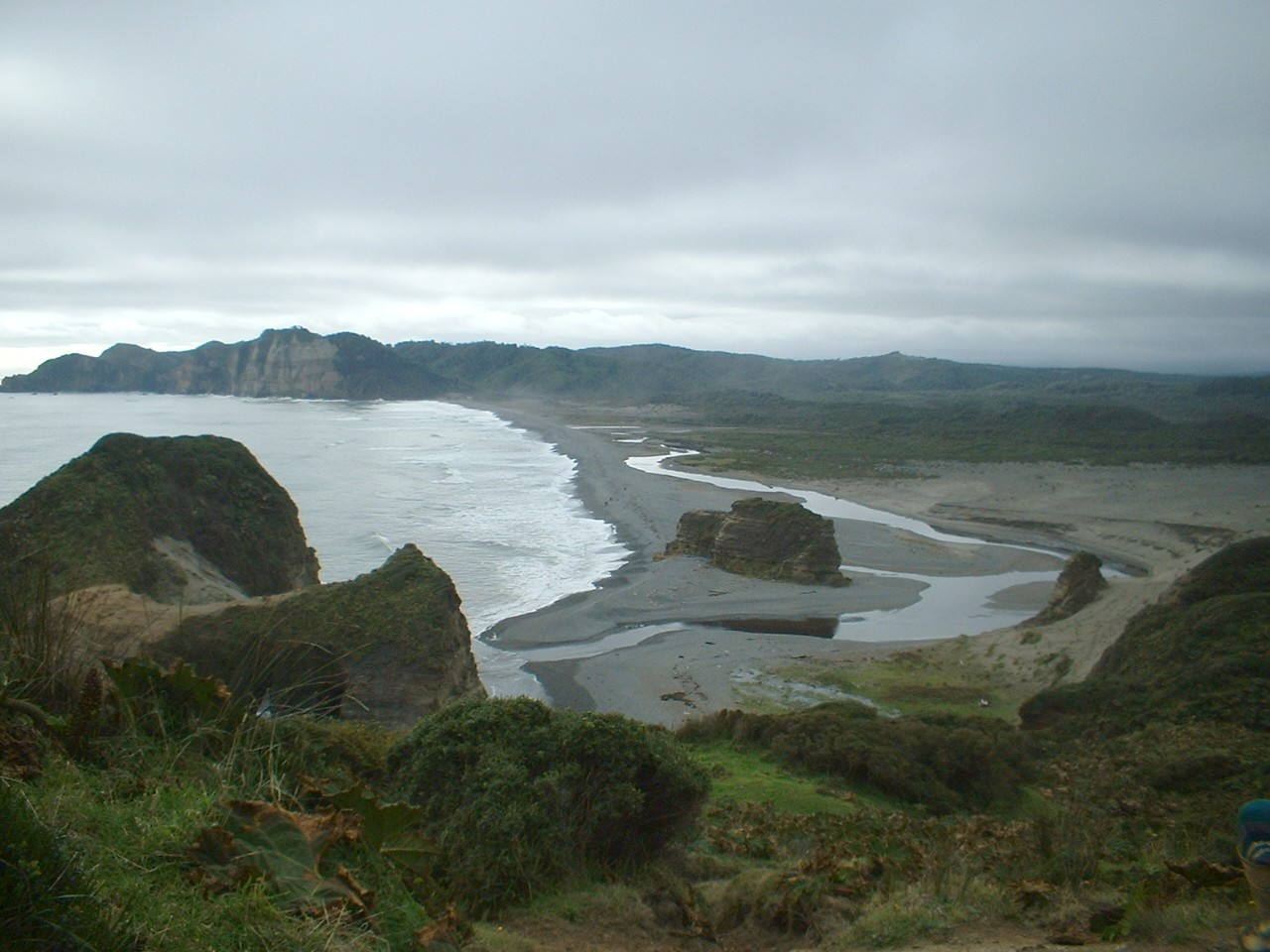
Chiloé.

Pascual Iriarte fue un navegante español del siglo XVII, que acompañó al capitán Antonio de Vea en sus exploraciones por el Pacífico.
Salió con él del Callao el 21 de septiembre de 1674. En la isla de Chiloé se le inutilizó el navío, por lo que Vea continuó su viaje en otros navíos menores y a Iriarte quedó confiado el navío averiado para su reparación, pero como ésta no adelantara gran cosa, tomó Iriarte otro navío y emprendió a su vez el viaje de exploración, llegando hasta la latitud 52.º (boca oriental del Estrecho de Magallanes).
El 6 de marzo de 1676 se reunieron Vea e Iriarte en el puerto de Chacao (isla de Chiloé) y resolvieron regresar al Perú. En esta expedición
perdió Iriarte a un hijo suyo y a 18 tripulantes. Empero, el General Iriarte sobrevivió y un año después fue enviado como corregidor a Villa de Oropeza (actual ciudad de Cochabamba en Bolivia). Poco después fue también nombrado Justicia Mayor.